# پویانمایی انتزاعی
پویانمایی انتزاعی یا فیلم انتزاعی (به انگلیسی: Abstract animation) نوعی فیلم متعلق به سینمای پیشگام (آوانگارد) است که با تمهیدات دیداری چون تغییر و جابه‌جایی شکل‌ها، حرکت، تعویض نسبت‌های شکل‌های هندسی و موسیقی و نور، واکنش‌های روانی در تماشاگر ایجاد می‌کند. به این نوع از فیلم، فیلم تجریدی نیز گفته می‌شود.
پویانمایی انتزاعی یک زیرگونه از فیلم تجربی است.